# Mário Eugênio Rafael de Oliveira
Mário Eugênio Rafael de Oliveira, conhecido por Mário Eugênio, o Gogó das Sete, (Comercinho, 3 de Janeiro de 1953, —
Brasília,  11 de Novembro de 1984) foi um jornalista especializado em Cobertura policial.

## Biografia
Formou-se em Comunicação Social pela Universidade de Brasília (UnB) e trabalhava no Jornal Correio Braziliense.
Também apresentava o programa "Gogó das Sete", na Rádio Planalto de Brasília, noticiário policial que desde 1978 ia ao ar de segunda a sábado.
Foi assassinado em 11 de novembro de 1984, no fim da ditadura militar, após denunciar a existência de um Esquadrão da Morte, em Brasília, do qual participariam policiais civis e militares.

## Frase da abertura do programa "Gogó das Sete"
| “ | Aqui só se fala a verdade, somente a verdade, doa a quem doer. | ” |

## Assassinato
Mário Eugênio saía da Rádio Planalto, às 23h55min do dia 11 de novembro de 1984 após gravar o programa Gogó das Sete que iria ao ar no dia seguinte. Ao chegar na área do estacionamento em frente do edifício onde funcionava a rádio recebeu do policial civil Divino José de Matos, conhecido como Divino 45, sete tiros na cabeça quando estava próximo ao seu carro.
O policial Moacir de Assunção Loiola, também suspeito de participação no crime, morreu poucos dias depois de dar seu depoimento na delegacia de Luziânia, em junho de 1985, aparentemente por suicídio.
Como suspeitos de mandantes do crime, o inquérito policial apontou o Secretário de Segurança do Distrito Federal na época, coronel Lauro Melchíades Rieth, e o delegado coordenador da Polícia Especializada, Ary Sardella.
Ambos tiveram a prisão decretada pelo juiz Edson Smaniotto, da 6ª Vara Criminal. Em recurso ao Supremo Tribunal Federal (STF), Rieth apresentou dois habeas corpus. Em um deles, alegou que não havia indícios suficientes de provas nos autos no outro alegou que deveria ser julgado em foro especial por prerrogativa de função. O primeiro argumento foi negado, mas os ministros acataram o de que ele deveria ser julgado no foro especial.
A denúncia do promotor Paulo Tavares Lemos tornou-se inválida e somente o Procurador Geral do MPDFT, Geraldo Nunes, teria competência para formalizar uma acusação. Geraldo Nunes não o fez e decidiu arquivar o processo. Com isso não havia como condenar Ary Sardella que teria sido o mandatário do crime e Rieth o mandante.
Um conjunto de reportagens sobre a morte de Mário Eugênio, intitulado "O Esquadrão da Morte em Brasília e o assassinato do jornalista Mário Eugênio", feitas pela equipe do jornal Correio Braziliense, recebeu o Prêmio Esso de Jornalismo em 1985.

## Investigações de policiais militares
Em Fevereiro de 2011, após prender 19 policiais militares acusados de integrar um grupo de extermínio, a Policia Federal anunciou a retomada de mais de 50 investigações de mortes com características de execução.